# Acianthera johannensis
Acianthera johannensis là một loài phong lan.

## Hình ảnh

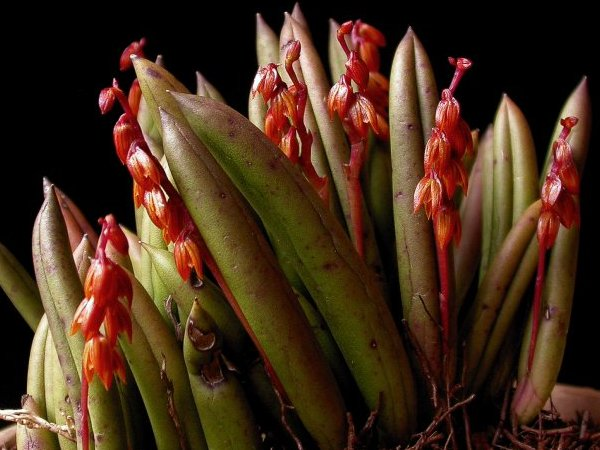
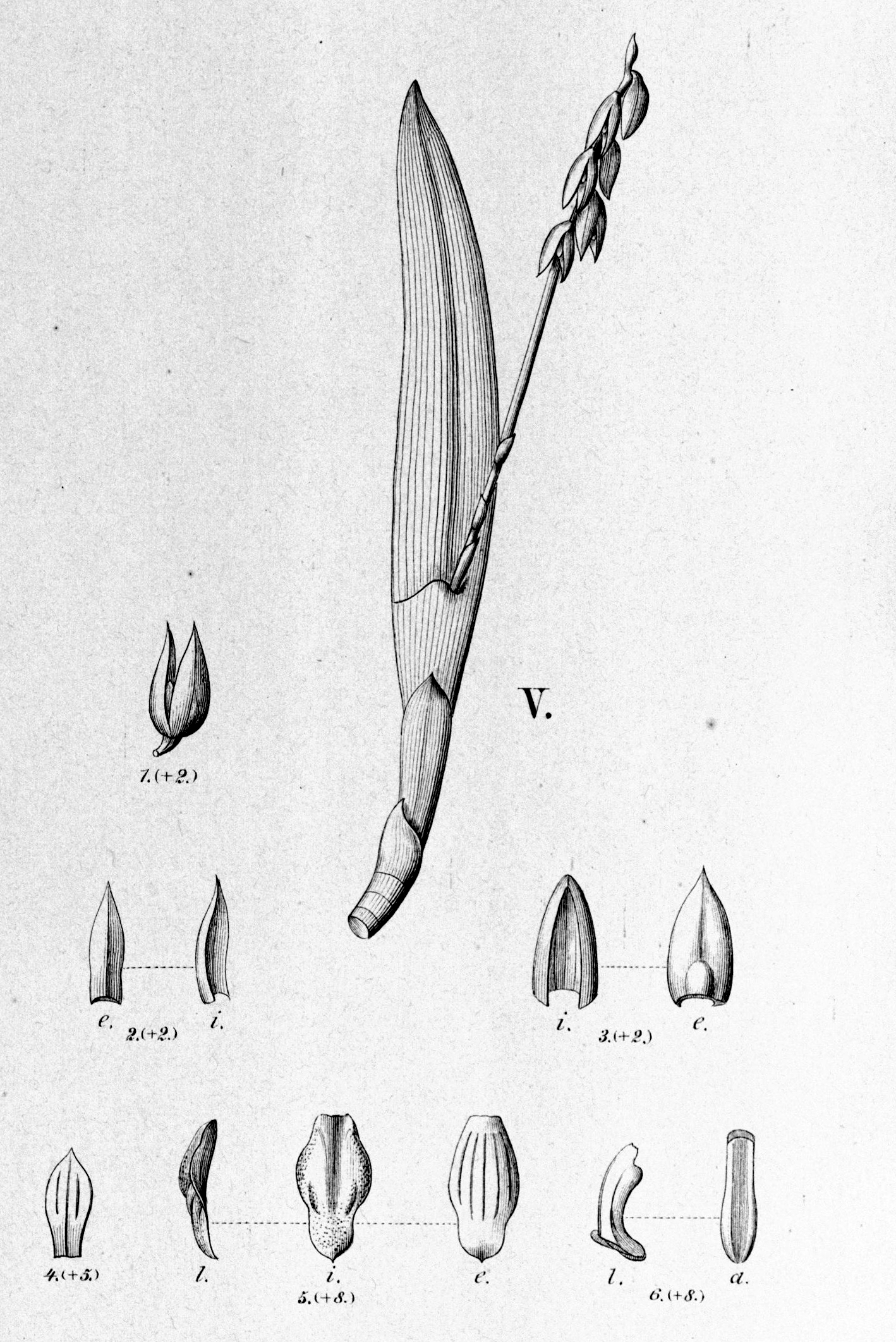
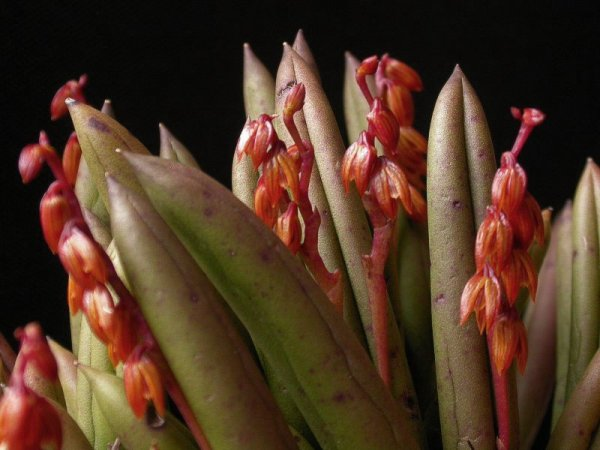
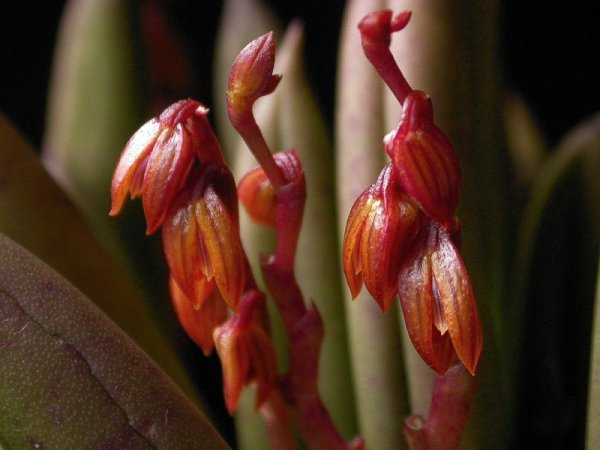